# Challenge Emiliano Sala
Le Challenge Emiliano Sala est un tournoi de football créé en juin 2021 en hommage à Emiliano Sala, footballeur argentin décédé le 21 janvier 2019 dans un accident d'avion. La compétition est un tournoi de préparation à but caritatif, les quatre clubs participants sont les quatre équipes dans lesquelles Emiliano Sala a évolué en tant que joueur professionnel, à savoir les Girondins de Bordeaux, le FC Nantes, les Chamois Niortais et le Stade Malherbe de Caen,.

## Historique
Le Challenge Emiliano Sala est organisé par l’association Un jour meilleur de l’ex-défenseur orléanais Cédric Cambon et avec le soutien de la ville d’Orléans,. L’idée provient de Thomas Renault, adjoint aux sports à la mairie d'Orléans, gardien emblématique de l'USO et ancien coéquipier d'Emiliano Sala lors de son passage à Orléans,,.
Pour chaque billet acheté, un euro sera reversé au fonds de solidarité Emiliano Sala, lancé par le club de Cardiff City après le décès du footballeur. Cette collecte a pour objectif de réunir 2,25 millions d’euros pour construire un stade à son nom dans la ville d’origine du défunt, à Progreso (es). Le reste du prix du billet sera reversé à l'association Un jour meilleur,. Un gala de charité et une vente aux enchères de maillots seront organisés pendant ces trois jours pour récolter des fonds,,. 
La première édition se déroule du 16 au 18 juillet 2021 au stade de la Source à Orléans. La première demi-finale oppose le FC Nantes au Stade Malherbe de Caen. La deuxième demi-finale oppose quant à elle les Chamois niortais aux Girondins de Bordeaux. Le Stade Malherbe de Caen dispose du FC Nantes (0-1) grâce à un but de Yoann Court. Les Girondins de Bordeaux s'imposent eux, aux tirs au but (5-3) face aux Chamois niortais après des buts de Jimmy Briand (1-0) pour les Girondins et de Guy-Marcelin Kilama (1-1) pour les Niortais,.
Le 18 juillet, le FC Nantes et les Chamois niortais se retrouvent en petite finale de la compétition. Ce sont les Niortais qui s'imposent et accrochent ainsi la troisième place de la compétition grâce à une réalisation de Mathis Ansar.
La finale se joue donc entre les Girondins de Bordeaux et le Stade Malherbe de Caen et ce sont les Girondins qui sortent vainqueurs après avoir été mené au score par un but du Caennais Vladislav Molchan et des buts de Rémi Oudin et Sékou Mara pour prendre l'avantage côté Bordelais. Les Girondins de Bordeaux remportent donc cette première édition du Challenge Emiliano Sala.

## Palmarès
| 2021 | Stade de la Source, Orléans | Girondins de Bordeaux | 2 − 1 | SM Caen | Chamois niortais | 1 - 0 | FC Nantes |